# カリフォルニア (戦艦)
|          |                                                                                         |
| 艦歴     |                                                                                         |
| 起工     | 1916年 10月25日                                                                         |
| 進水     | 1919年 11月20日                                                                         |
| 就役     | 1921年 8月10日                                                                          |
| 退役     | 1947年 2月14日                                                                          |
| 愛称     | ザ・プルーン・バージ(The Prune Barge)                                                   |
| 性能諸元 |                                                                                         |
| 排水量   | 基準:32,600トン、満載：35,190トン                                                       |
| 全長     | 190.35m                                                                                 |
| 全幅     | 34.74m                                                                                  |
| 吃水     | 10.36m                                                                                  |
| 最大速   | 21ノット                                                                                |
| 乗員     | 士官：57名 兵員：1,026名                                                                |
| 兵装     | 50口径35.6cm砲：12門 38口径12.7cm砲：16門 56口径40mm対空砲：56門 70口径20mm対空砲：43門 |

カリフォルニア (英語: USS California, BB-44) は、アメリカ海軍の戦艦。いわゆる標準型戦艦である。テネシー級戦艦の2番艦だが、「カリフォルニア」をネームシップとしてカリフォルニア級戦艦と表記する資料もある。艦名はカリフォルニア州にちなむ。この名を持つ艦としては5隻目。
アメリカ合衆国では、テネシー級2隻とコロラド級戦艦3隻をビッグ5と称した。
「カリフォルニア」は真珠湾攻撃で南雲機動部隊の空襲を受けて沈没し、修理を兼ねて大改装が施された。サウスダコタ級戦艦に類似した艦型となり、速力以外では新世代戦艦に匹敵する性能を持つ。1944年（昭和19年）1月に再就役し、太平洋戦争終盤の上陸作戦で対地支援砲撃に従事した。10月下旬のレイテ沖海戦では西村艦隊を砲火を交える。1945年（昭和20年）1月のリンガエン湾攻略作戦で特攻機の攻撃で損傷、沖縄戦に加わったのは6月上旬であった。太平洋戦争終結後、予備役となり、1959年に除籍された。

## 艦歴
「カリフォルニア」は1916年10月25日にメア・アイランド海軍工廠で起工。1919年11月20日にR・T・ゼーン夫人によって命名、進水し、1921年8月10日に初代艦長H・J・ジーグメイアー大佐の指揮下就役した。就役後は太平洋艦隊の旗艦となった。
1921年から1941年まで、「カリフォルニア」はたびたび戦闘艦隊 (Battle Fleet) の旗艦を務めた。毎年、共同演習、戦術演習および艦隊戦術の開発に従事し、1921年及び1922年には戦闘効率ペナントを受賞。1925年（大正14年）及び1926年（大正15年）には砲術「"E"」を受賞した。
1925年の夏に「カリフォルニア」は戦艦部隊、巡洋艦部隊および偵察艦隊を率いてオーストラリア及びニュージーランドへの親善訪問を行った。1927年、1930年、1934年には大統領の閲艦を受けた。「カリフォルニア」は1929年後半から1930年前半にかけて近代化改装を行い、対空砲が増設された。1940年に母港を真珠湾へ変更した。
1941年12月7日（日本時間12月8日）の時点で、本艦は戦艦戦隊の第2戦艦戦隊 (Battleship Division 2) に所属しており（真珠湾攻撃、両軍戦闘序列）、「カリフォルニア」と「テネシー」はフォード島桟橋の「戦艦通り (Battleship Row)」に繋留されていた。戦艦部隊指揮官のウィリアム・パイ少将は、「カリフォルニア」を旗艦としていた。
「カリフォルニア」は戦艦通りの南東側に係留された状態で、他の戦艦と共に日本海軍機動部隊から飛来した艦上機の空襲を受ける。同型艦「テネシー」は小破で済んだが、「カリフォルニア」は甚大な被害を受けた。最初に第一波攻撃隊の九七式艦上攻撃機（雷撃隊指揮官村田重治少佐）から雷撃され、続いて九七艦攻（水平爆撃隊指揮官淵田美津雄中佐）から水平爆撃を受ける。
「カリフォルニア」は翌日の査察にそなえて塗装を新しくしたばかりだったので、換気のため艦内各所のハッチを解放していた。魚雷2本が左舷に命中したあとは急速に浸水が進んだが、反対舷への注水で転覆は免れた。だが重油タンクへの浸水で電源と照明が使用不能となった。8時5分に爆弾が命中し、対空砲の弾薬が誘爆、およそ50名が戦死した。もう一発の爆弾は船首部分に命中した。
第一次空襲と第二次空襲の合間に、航空燃料を満載した給油艦「ネオショー (USS Neosho, AO–23) 」が自力で退避を開始した。「ネオショー」は戦艦列を離れ、「カリフォルニア」の脇を通過して海軍工廠に移動した。「ネオショー」が去ったあとの戦艦列では、着底したり転覆した戦艦から流出した重油が炎上し、周辺に広がる。午前9時30分、燃える重油が「カリフォルニア」の艦尾に達し、救難作業が難しくなった。やがて艦全体が火焔に包まれ、午前10時2分にJ.W.バンクリー艦長は総員退艦を発令した。そのうち風向きがかわって燃える重油が「カリフォルニア」から遠ざかったので、艦長は「戻れ」と命じた。下士官が軍艦旗を掲げたので、避難していた乗組員は歓声をあげて「カリフォルニア」に戻ってきたという。懸命なダメージコントロールの努力にもかかわらず、「カリフォルニア」は浸水し、数日かけて水面上に上部構造を残して着底した。攻撃が終了したとき、乗組員の98名が戦死し61名が負傷した。
「カリフォルニア」は1942年（昭和17年）3月25日に浮揚され、4月9日より乾ドック入りした。応急修理により自力航行可能となり、真珠湾を出港。10月以降、ピュージェット・サウンド海軍工廠で、装甲強化、安定性向上、対空砲増設および火器管制システム装備の大改修を受けることとなった。
改修が完了すると「カリフォルニア」は1944年1月31日にワシントン州ブレマートンを出航。カリフォルニア州サンペドロで整調を行い、その後5月5日にサンフランシスコを出航してマリアナ諸島攻防戦に参加した。6月にはサイパン沖で支援艦砲射撃を行った（サイパン攻防戦）。6月14日、敵の沿岸砲台からの砲撃を受け1名が死亡、9名が負傷した。サイパンに続いて7月18日から8月9日までグアム島（グアム攻防戦）、テニアン島（テニアン攻防戦）の支援射撃を実施した。その後、戦艦「テネシー」との接触事故の修理のためエスピリトゥサント島に入港した。
同年9月17日に「カリフォルニア」はマヌス島へ向かい、フィリピン攻略戦のための準備を行った。10月17日から11月20日までレイテ島攻防戦において「カリフォルニア」は重要な役割を果たした。10月25日にはスリガオ海峡海戦に参加した。1945年の元日、パラオを出航しルソン島上陸作戦に参加、艦砲射撃により上陸部隊を支援した。1月6日、リンガエン湾にて上陸作戦を艦砲射撃で支援中、特攻機の突入を受け、乗組員44名が死亡、155名が負傷した。応急修理の後艦砲射撃は継続され、1月23日にピュージェット・サウンド海軍工廠に向けて出航。2月15日に到着し本格的な修理を受けた。
「カリフォルニア」は6月15日に戦線復帰し沖縄海域に到着、7月21日まで同海域で作戦活動を行った。2日後に第95任務部隊に合流し、東シナ海での掃海作戦に従事した。8月にフィリピンのサンペドロ湾で短期間停泊した後沖縄に向かい、9月20日に沖縄を出航。和歌浦湾に上陸する第6軍の支援を行った。占領作業の支援は10月15日まで行われ、その後シンガポール、コロンボ、セイロン、南アフリカのケープタウン経由で12月7日にフィラデルフィアに帰還した。
「カリフォルニア」は1946年8月7日に予備役となり、1947年（昭和22年）2月14日に退役。1959年3月に寿命で整備困難となり同年7月10日にメリーランド州スパローズ・ポイントのベスレヘム造船へスクラップとして売却された。